# Volker Franke
Volker Franke (* 15. Januar 1945) ist ein ehemaliger deutscher Fußballspieler. In der DDR-Oberliga, der höchsten Spielklasse im DDR-Fußball, spielte er in den 1960er Jahren für den SC/1. FC Lokomotive Leipzig, die BSG Wismut Aue und die BSG Chemie Leipzig. Er ist fünffacher  Junioren-Nationalspieler.

## Sportliche Laufbahn
Im Sommer 1962 wurde Volker Franke als Spieler des SC Rotation Leipzig in den Kader der DDR-Juniorennationalmannschaft berufen. Von September 1962 bis März 1963 wurde Franke in fünf Länderspielen eingesetzt, in denen er stets als Stürmer spielte und in zwei Spielen jeweils ein Tor erzielte. Als zur Saison 1963/64 beim neu gegründeten SC Leipzig in der Sektion Fußball die vermeintlich besten Leipziger Spieler zusammengezogen wurden, gehörte auch der 18-jährige Volker Franke zum erweiterten Aufgebot der Oberligamannschaft. Er wurde aber zunächst in der Reservemannschaft eingesetzt, mit der er am Saisonende die Meisterschaft der Oberligareserve-Mannschaften gewann. In der Oberliga kam er am 24. Spieltag in der Begegnung ASK Vorwärts Berlin – SC Leipzig (0:2) zum ersten Mal zum Einsatz. Anstelle des Stammspielers Dieter Fischer spielte er auf der halblinken Sturmseite und rechtfertigte seinen Einsatz mit dem Tor zur 1:0-Führung. Franke wurde auch noch in den beiden letzten Punktspielen aufgeboten und schoss ein weiteres Tor bei seinem zweiten Einsatz. Der SC Leipzig schloss die Saison mit dem Endspiel um den DDR-Fußballpokal ab. Bei der 2:3-Niederlage gegen den SC Aufbau Magdeburg wirkte Franke wiederum als halblinker Stürmer mit. Trainer Rudolf Krause hielt auch zu Beginn der Spielzeit 1964/65 an seinem großgewachsenen Stürmer Franke fest und ließ ihn in drei Oberligaspiele als Ersatz für den ausgefallenen Standardangreifer Konrad Schaller antreten. Obwohl Franke bereits beim ersten Einsatz ein Tor erzielte, spielte er anschließend nur noch in der Reservemannschaft. Erst zum Saisonende setzte Krause Franke in den beiden Finalspielen des Internationalen Fußballcups (IFC) gegen Polonia Bytom ein. Die polnische Mannschaft gewann den Pokal nach einer 0:3-Niederlage in Leipzig und einem 5:1-Heimsieg. Volker Franke viel lediglich durch sein Eigentor im Rückspiel auf. Zur Saison 1965/66 erschien Franke unter dem neuen Trainer Günter Konzack zum ersten Mal offiziell im Oberligaaufgebot. Zwischen dem 8. und 26. Spieltag absolvierte Franke zehn Oberligaspiele und wurde mit seinen acht Treffern zu einem der erfolgreichsten Stürmer der Leipziger, die im Laufe der Saison unter der neuen Formation des 1. FC Lokomotive Leipzig auftraten. Auch 1966 erreichte der 1. FC Lok das IFC-Finale und gewann nach einer 0:1-Auswärtsniederlage und einem 4:0 in Leipzig gegen IFK Norrköping den Pokal. Franke wirkte in beiden Spielen mit und steuerte ein Tor zum Pokalerfolg bei.
Die beiden IFC-Spiele waren Frankes letzter Auftritt für den 1. FC Lok Leipzig. Zur Saison 1966/67 wechselte er zum Oberligakonkurrenten Wismut Aue. Nach nur drei Oberligaeinsätzen und ohne Torerfolg verließ er die Erzgebirgsstadt Aue nach einem Jahr. Er kehrte wieder nach Leipzig zurück und schloss sich dem Lok-Rivalen Chemie Leipzig an. Aber auch dort kam er torlos nur in den ersten drei Oberligaspielen zum Einsatz. Danach war seine Oberligakarriere beendet.
Zur Spielzeit 1968/69 tauchte Volker Franke beim zweitklassigen DDR-Ligisten FSV Lokomotive Dresden auf. Dort blieb er schließlich acht Jahre und gehörte ständig zur Stammelf. In seinen sieben Dresdener Spielzeiten wurden in der DDR-Liga insgesamt 176 Spiele absolviert, von denen Franke 156 bestritt. Seine Trainer konnten ihn flexibel einsetzen, und so spielte er alles vom Sturm bis zur Abwehr. Er gehörte in jeder Saison zu den Torschützen und kam letztlich auf 43 Treffer. In seiner letzten Saison 1974/75, in der er sein 30. Lebensjahr vollendete, wurde er noch einmal hauptsächlich als Stürmer eingesetzt und kam in 17 von 22 Ligaspielen auf vier Tore.

## Sonstiges
Im November 1974 schloss Volker Franke sein Studium an der Technischen Universität Dresden mit der Promotion ab.